# Marcel Bourgine
Le capitaine de frégate Marcel Bourgine, né le 16 décembre 1904 à Calais (Pas-de-Calais) et mort pour la France le 2 décembre 1943 dans l'océan Indien, était un officier de marine français.